# Jezici Afganistana
Jezici Afganistana, 25,067,000 stanovnika uključujući 2,500,000 nomada. Nacionalni jezici su istočni Farsi i južni Pashto. Imigrantski jezici: parsi-dari (350,000), Tatarski (350), urdu, zapadnopandžapski (35,000). Populacija slijepih: 200,000 (1982 WCE). Broj individualnih jezika iznosi 49, od čega 48 živih i 1 bez poznatih govornika.
- afganski znakovni [afg] 500 (2007).
- Aimaq [aiq] 480,000  (1993).
- arapski, tadžički [abh] 5,000
- Ashkun [ask] 1,200 (2000).
- azerbajdžanski južni [azb]
- baludžijski, zapadni [bgn] 200,000
- Brahui [brh] 200,000 in Afghanistan (Dupree 1980).
- Darwazi [drw] 10,000 (1983).
- Domari [rmt]   Dialects: Churi-Wali.
- Farsi, istočni [prs] 5,600,000 in Afghanistan (1996).
- Gawar-Bati [gwt] 8,000
- Grangali [nli] 5,000 (1994).
- Gujari [gju] 2,000 (1994).
- Hazaragi [haz] 1,770,000 in Afghanistan (2000).
- Jakati [jat] 1,370 in Afghanistan (2000).
- Kamviri [xvi] 4,000 in Afghanistan (R. Strand 1973).
- Karakalpak [kaa] 2,000
- Kati [bsh] 15,000 in Afghanistan (1994).
- Kazakh [kaz] 2,000 in Afghanistan (2000).
- Kurdish, Northern [kmr] 200,000 in Afghanistan (2004).
- Kyrgyz [kir] 750 in Afghanistan (2000).
- Malakhel [mld] 2,860 (2000).
- Mogholi [mhj] 200.
- Munji [mnj] 3,770 (2000).
- Ormuri [oru] 50
- Pahlavani [phv] 2,100 (2000).
- Parachi [prc] 600.
- Parya [paq] 250 in Afghanistan (2008).
- Pashayi, sjeveroistočni [aee] 54,400 (2000).
- Pashayi, sjeverozapadni [glh]
- Pashayi, jugoistočni [psi] 54,400 (2000).
- Pashayi, jugozapadni [psh] 108,000 (1982).
- Pashto, sjeverni [pbu]
- Pashto, južni [pbt] 1,090,000 in Afghanistan (2000).
- Prasuni [prn] 1,000 (2000).
- Sanglechi-Ishkashimi [sgl] 1,000 in Afghanistan.
- Savi [sdg] 3,000 in Afghanistan (1983).
- Shughni [sgh] 20,000 in Afghanistan (1994).
- Shumashti [sts] 1,000 (1994).
- Tangshewi [tnf] 10,000 (1994).
- Tirahi [tra] 100.
- Tregami [trm] 1,000 (1994).
- Turkmen [tuk] 500,000 in Afghanistan (1995).
- Uyghur [uig] 3,000 in Afghanistan.
- Uzbečki, južni [uzs] 1,400,000 in Afghanistan (WA 1991).
- Waigali [wbk] 1,500 (Van Driem 2000).
- Wakhi [wbl] 9,570 in Afghanistan (2000).
- Warduji [wrd] 5,000 (1994).
- Wotapuri-Katarqalai [wsv] †.

## Vanjske poveznice
- Ethnologue (14th)
- Ethnologue (15th)